# Vollerup (Sønderborg)
 For alternative betydninger, se Vollerup. (Se også artikler, som begynder med Vollerup)
Vollerup er Sønderborgs østligste bydel, beliggende 5 km nordøst for centrum. Den hænger sammen med bydelene Ulkebøl og Sundsmark via bebyggelsen langs Spang Vade. Vollerup hører til Ulkebøl Sogn.

## Industri
I den nordvestlige del af Vollerup ligger et industriområde, hvis største virksomhed er Müller Gas Equipment, der er grundlagt i 1930 og fremstiller gasventiler. Den beskæftiger 170 medarbejdere og er en af Danmarks største forbrugere af messing med et årligt indkøb på ca. 4.000 tons.

## Historie

### Vollerup Kro
Vollerup Kro kan føre sin historie tilbage til 1700-tallet. Den nedbrændte i 1880 og blev genopført i sin nuværende skikkelse. Den har bevaringsværdi 3 og blev i februar 2007 genåbnet efter en lang renovering. Den drives som selskabskro med 4 lokaler til 130, 60, 40 og 30 personer.

### Vandrerhjemmet
Et af Sønderborgs to vandrerhjem ligger i Vollerup og hævdes at være Danmarks ældste. Hovedbygningen (bevaringsværdi 4) blev opført som Petersens Gjestgivergaard i 1850. I 1928 blev den ombygget til Als Husholdningsskole, der også rummede en væveskole. Samtidig dukkede de første vandrere op, og der blev hurtigt indrettet to soverum og to vaskerum under skolens tag. Det blev starten på vandrerhjemmet. De øvrige 9 huse, det består af, har hver sin historie. Huset Norden, der ligger længst ude ved vejen og nu er vandrerhjemmets reception, var oprindeligt kørestald, hvor der blev skiftet heste på ruten Aabenraa-Sønderborg-Nordborg.

### Jernbanen
Landsbyen Vollerup blev jernbaneknudepunkt, da Amtsbanerne på Als blev åbnet i 1898. Her delte banen fra Sønderborg sig i en gren mod øst til Mommark og Skovby og en gren mod nord til Augustenborg og Nordborg. Amtsbanestationen er bevaret på Linbækvej 10 (bevaringsværdi 6).
Da de smalsporede amtsbaner blev nedlagt i 1933 og erstattet af en normalsporet statsbane mellem Sønderborg og Mommark Færge, genbrugte DSB så vidt muligt amtsbanens tracé. Det gik nord om Vollerup, men da den nye bane ikke skulle have afgrening mod nord, valgte man at anlægge en ny strækning på godt 3 km syd om Vollerup, hvor terrænet er mere jævnt. Det krævede en ny station, som er bevaret på Pytgade 10 (bevaringsværdi 6).
Mommarkbanen blev nedlagt i 1962. Dens tracé er bevaret som sti gennem hele Vollerup, og man kan cykle eller vandre på banetracéet til Grundtvigs Alle inde i Sønderborg.